# Porteus
Porteus — LiveCD-дистрибутив операційної системи Linux, розроблений на базі Slax — одного з відгалужень Slackware (власне, спочатку й звався «Slax Remix»). Він не потребує інсталяції, стартує як зі змінних носіїв (CD-ROM’а, DVD, «флешки» чи карти пам'яті), так і з твердого диска (HDD чи SSD).

## Особливості
- Модульна структура системи (принцип «дитячого конструктора»), що дозволяє користувачу легко пристосувати Porteus під власні потреби.
- Porteus базований на значно зміненій та оптимізованій версії Linux Live Scripts.
- Драйвери відеокарт nVidia й AMD (можна вказати необхідність автоматичного їх визначення та завантаження потрібного).
- Модулі мають розширення *.xzm і можуть бути як базовими (системними), так і модулями програм чи програмних комплексів.
- Online-конструктор дозволяє побудувати необхідну конфігурацію Porteus'а прямо на web-сторінці проекту. Тут можна обрати розрядність системи (х86 чи x86_64), текстовий режим або графічне середовище (KDE4, LXQt, MATE чи XFCE), часовий пояс, розкладку клавіатури, web-переглядач (Mozilla Firefox, Google Chrome чи Opera), офісні додатки (LibreOffice чи AbiWord), Skype, інструменти розробника, драйвери відеокарт nVidia й AMD, підтримку друку та інші параметри й отримати готовий ISO-образ.
- Porteus Package Manager (PPM) дозволяє підключати чи відключати необхідні модулі, конвертувати в модулі пакети Slackware та Debian/Ubuntu й навіть самому їх створювати.
- Розвинена система cheatcodes (чіт-кодів) дозволяє гнучко міняти параметри завантаження, в тім числі й вибір необхідних модулів. Це можна використати, наприклад, для відключення при завантаженні некоректно зібраного й підключеного раніше модуля.
- Можливість завантаження всієї системи чи її частини в оперативну пам'ять, чим пришвидшується робота комп'ютера та звільняється носій, з якого система стартувала.
- Відкладене збереження змін (до вимкнення чи перезавантаження комп'ютера) зберігає ресурс USB флеш-накопичувача чи SSD.

### Kiosk edition
Версія Kiosk edition [Архівовано 23 грудня 2015 у Wayback Machine.] операційної системи Porteus розроблена для застосування в місцях публічного доступу (інтернет-кафе, бібліотеки, навчальні заклади тощо), тому надає користувачам замкнуте обмежене оточення. Оновлюється Kiosk edition безперервно (методом rolling release).

## Підтримка
Porteus підтримується через форум проекту розробниками та спільнотою.